# فرانسوا أندريه فنسنت
فرانسوا أندريه فنسنت (بالفرنسية: François-André Vincent) وهو رسام كلاسيكي حديث فرنسي ولد في يوم 30 ديسمبر 1746 وقد تعلم في الأكاديمية الفرنسية وتوفي في يوم 4 أغسطس 1814.